# Joodse begraafplaats (Appingedam)

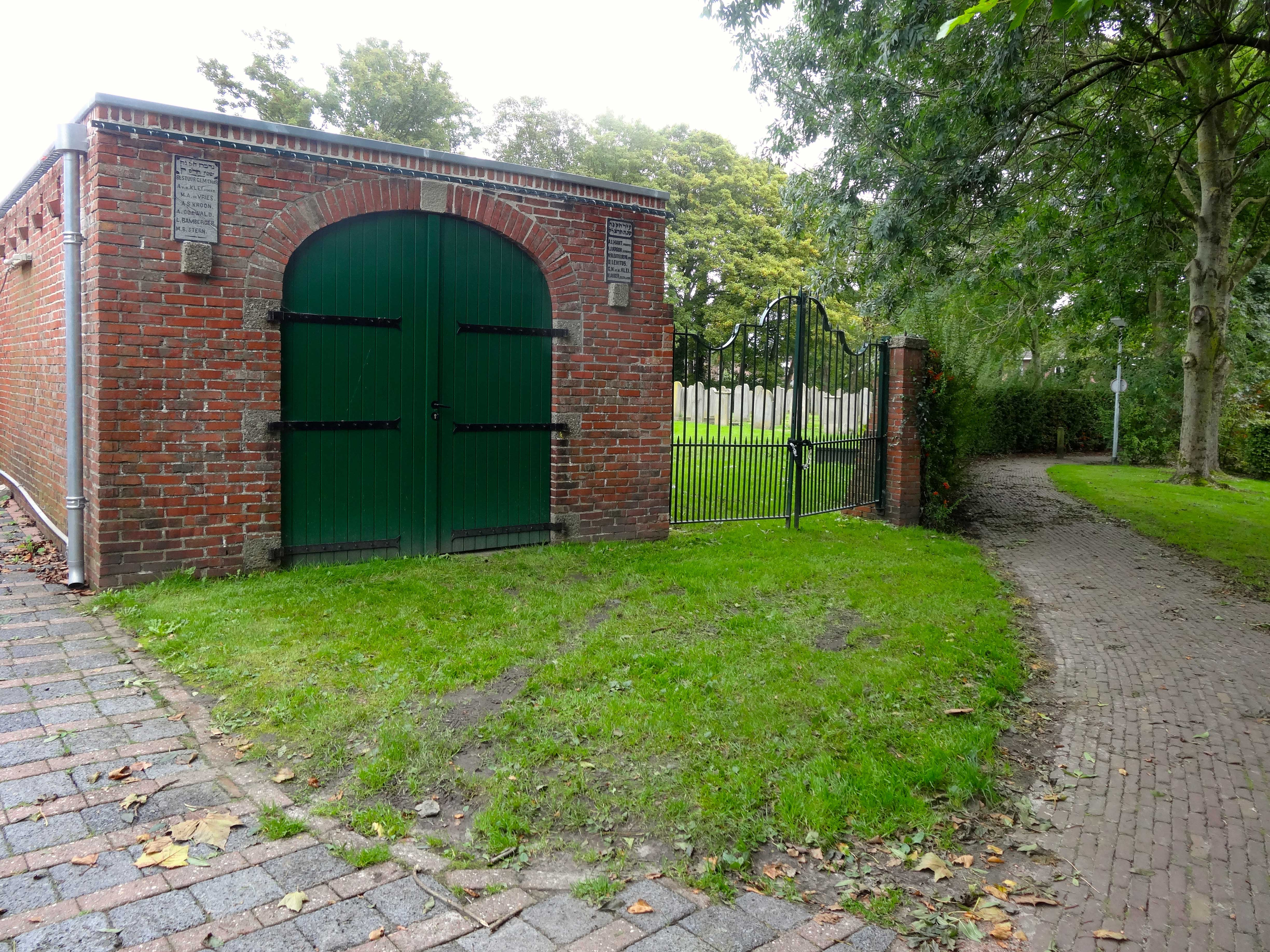
Metaheerhuis bij de Joodse begraafplaats van Appingedam

In Appingedam ligt aan de Heidensgang een Joodse begraafplaats, die in 1763 in gebruik werd genomen.
In 1832 heeft het perceel de kadastrale aanduiding Appingedam D 36.
De eerste vermelding van Joden in Appingedam is uit de tweede helft van de zestiende eeuw. Pas in de achttiende eeuw kwam er een georganiseerde Joodse gemeenschap. Aanvankelijk maakten de joodse inwoners van Appingedam gebruik van een apart gedeelte van de joodse begraafplaats te Farmsum. Erediensten vonden plaats in een huissynagoge aan de Dijkstraat. In 1801 werd de synagoge aan de Broerstraat ingewijd. In 1821 kreeg Appingedam de status van ringsynagoge.
Omstreeks 1900 werd op de begraafplaats een metaheerhuis gebouwd, waar de doden werden verzorgd en van waaruit de uitvaart plaatsvond. Dit gebouw bestaat niet meer; er rest slechts een herdenkingssteen. De begraafplaats is afgesloten middels een muur en een hekwerk.
In augustus 1942 zijn vrijwel alle Joden van Appingedam gedeporteerd. Slechts een enkeling overleefde de oorlog. Na de oorlog werd de synagoge opgeknapt en tot 2012 gebruikt door de Vrijgemaakt Gereformeerde Gemeente. Sinds 2010 is het gebouw in het bezit van de Stichting Oude Groninger Kerken en gerestaureerd als synagoge. De joodse gemeente werd in 1948 officieel bij die van Groningen gevoegd. De begraafplaats aan de Heidensegang staat sinds 1968 op de lijst van beschermde monumenten en wordt door de plaatselijke overheid onderhouden.
Sinds 1985 staat voor de voormalige synagoge een gedenkteken met namen van tijdens de Tweede Wereldoorlog vermoorde Joodse bewoners van Appingedam.